# Madagaskarspindelsköldpadda
Madagaskarspindelsköldpadda (Pyxis arachnoides) är en sköldpaddsart som beskrevs av  Thomas Bell 1827. Arten ingår i släktet Pyxis och familjen landsköldpaddor. IUCN kategoriserar madagaskarspindelsköldpaddan globalt som akut hotad.

## Underarter
Arten delas in i följande underarter:
- P. a. arachnoides
- P. a. brygooi
- P. a. oblonga

## Utbredning
Madagaskarspindelsköldpaddan lever i de torra regionerna på Madagaskars sydvästkust. Arten återfinns längs med kusten från Mahajamba-floden och söderut runt Cap Sainte-Marie och nästan fram till Taolanaro.
Underarten P. a. arachnoides förekommer i närheten av Onilahyfloden i sydvästra Madagaskar nära Toliara.
P. a. brygooi lever söder om floden Mangoky, sköldpaddorna hittas ofta mellan Morombe och sjön Ihotry.
Den sista underarten P. a. oblonga lever längs sydkusten mellan Menandarafloden i väst och sjön Anony i öst.

## Levnadssätt
Madagaskarspindelsköldpaddan habitat är skogsmiljöer i norr och i områden med xerofila taggiga växter och små mängder oregelbunden nederbörd. Den föredrar sandiga områden framför klippiga.
Arten har observerats äta under regnperioden, då den är mer aktiv. Födan består av unga löv och kospillning innehållande insektslarver.
Väldigt lite är känt om madagaskarspindelsköldpaddans fortplantning, honorna lägger ett ägg åt gången, könsmognad uppnås runt tolv års ålder och det genomsnittliga generationsspannet uppskattas till 20 år.